# Oligotrichum afrolaevigatum
Oligotrichum afrolaevigatum là một loài Rêu trong họ Polytrichaceae. Loài này được (Dixon) G.L. Sm. mô tả khoa học đầu tiên năm 1969.